# Citânia de Santa Luzia
La citânia de Santa Luzia est un site archéologique présentant les ruines d'une castramétation correspondant à un castro préhistorique de l'âge de fer occupé à différentes périodes depuis le VIIIe siècle av. J.-C., se développant à l'époque romaine, et jusqu'au moins au Ve siècle. 
Elle est située dans la freguesia de Areosa, sur le territoire de la municipalité de Viana do Castelo (district de Viana do Castelo, Portugal),.
L'existence de la citânia de Santa Luzia est connue depuis 1722, et les premières fouilles ont eu lieu en 1876 à l'initiative de Joaquim Possidónio Narciso da Silva (pt). Elle est classée Monument national depuis 1926.

## Description

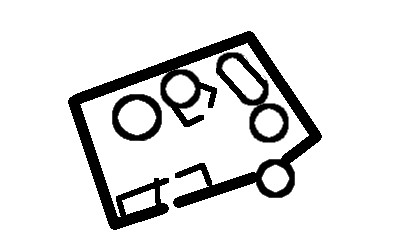
Schéma d'un groupe de bâtiments de la citânia de Santa Luzia.

Situé au sommet du Monte de Santa Luzia, la citânia se trouve dans un emplacement géographiquement stratégique, avec un vaste domaine visuel sur toute la zone environnante, de l'estuaire et de l'embouchure du fleuve Lima jusqu'à la zone côtière atlantique. Elle possède trois rangées de murs avec des tourelles de renfort et deux fossés et plusieurs maisons avec des dispositions différentes. Le mur d'enceinte intérieur mesure 20 × 30 m et ne contient qu'une seule maison.
Leurs habitations sont principalement organisées en blocs séparés par des murs et des espaces de circulation bien définis, parfois pavés. Elles présentent généralement un plan circulaire, elliptique ou, plus rarement, rectangulaire, avec ou sans vestibule. Les entrées de ces maisons sont généralement orientées sud-ouest-sud-est, coïncidant avec la pente générale du terrain où se trouve l'habitat, afin de les protéger des eaux de pluie et des vents du nord.
Concernant l'intérieur des maisons, et au-delà de l'inévitable cheminée, le sol est traditionnellement constitué de terre naturelle, parfois de roches trouvées à la surface. Plus rarement, le sol intérieur est constitué d'argile tassée ou de gravier.
Seulement un tiers de la superficie totale de la citânia est découverte, dont une partie importante a été perdue à la suite de la construction de l'hôtel de Santa Luzia et de ses voies d'accès.

### Découvertes archéologiques
Outre les céramiques pré-romaines, la plupart des découvertes datent de l'époque romaine. On y trouve des vestiges d'amphores, des briques romaines, une broche en bronze et une épingle en bronze à décor circulaire sur la tête. Outre la pièce de monnaie de Gallien, un petit autel en bronze et la partie supérieure d'un autel en granit de l'époque romaine sont particulièrement remarquables.
La majorité des découvertes sont désormais conservées dans les deux musées de Lisbonne, le musée national d'archéologie de Lisbonne et le musée de l'Institut géologique et minier.

## Galerie

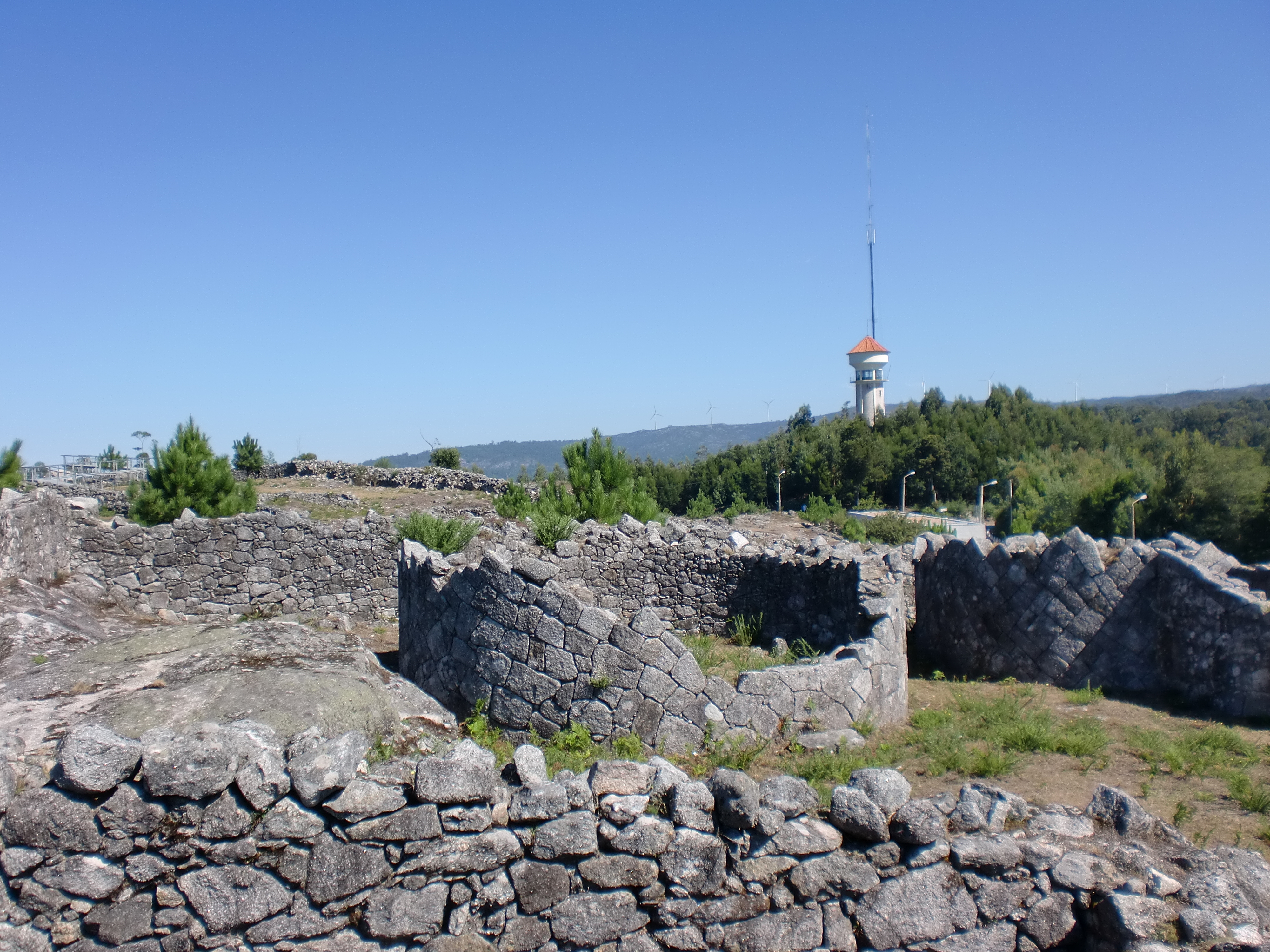
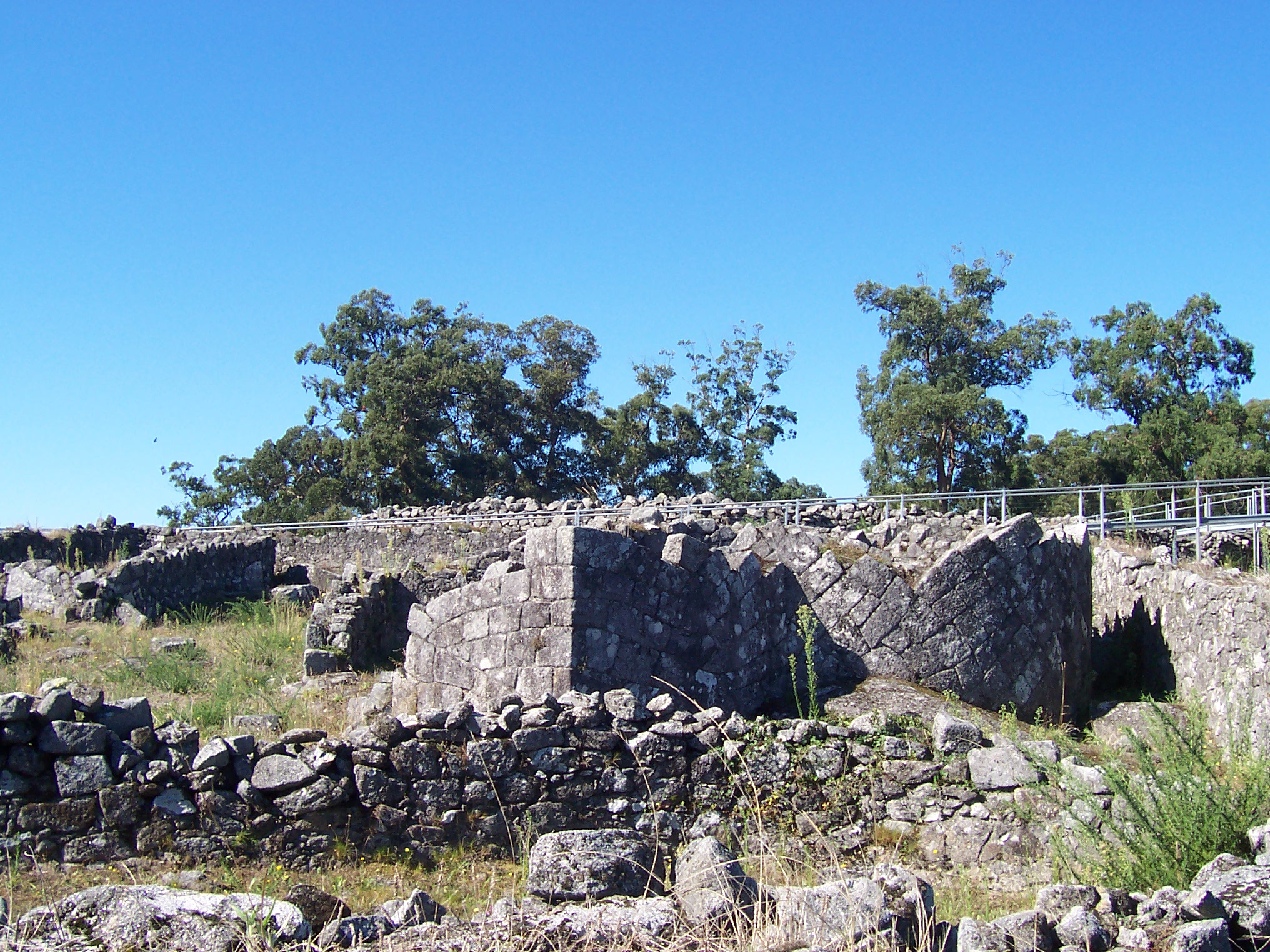
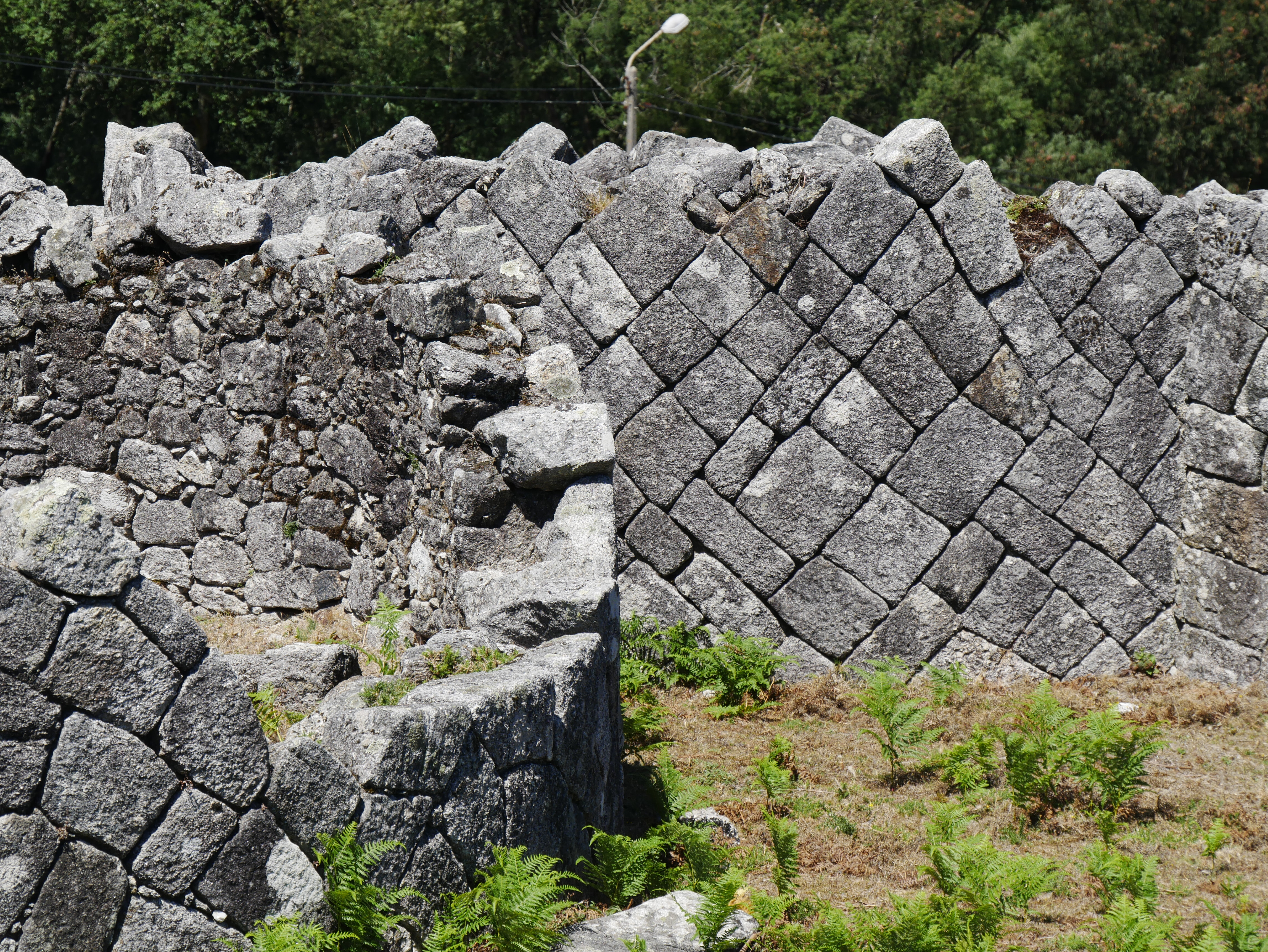
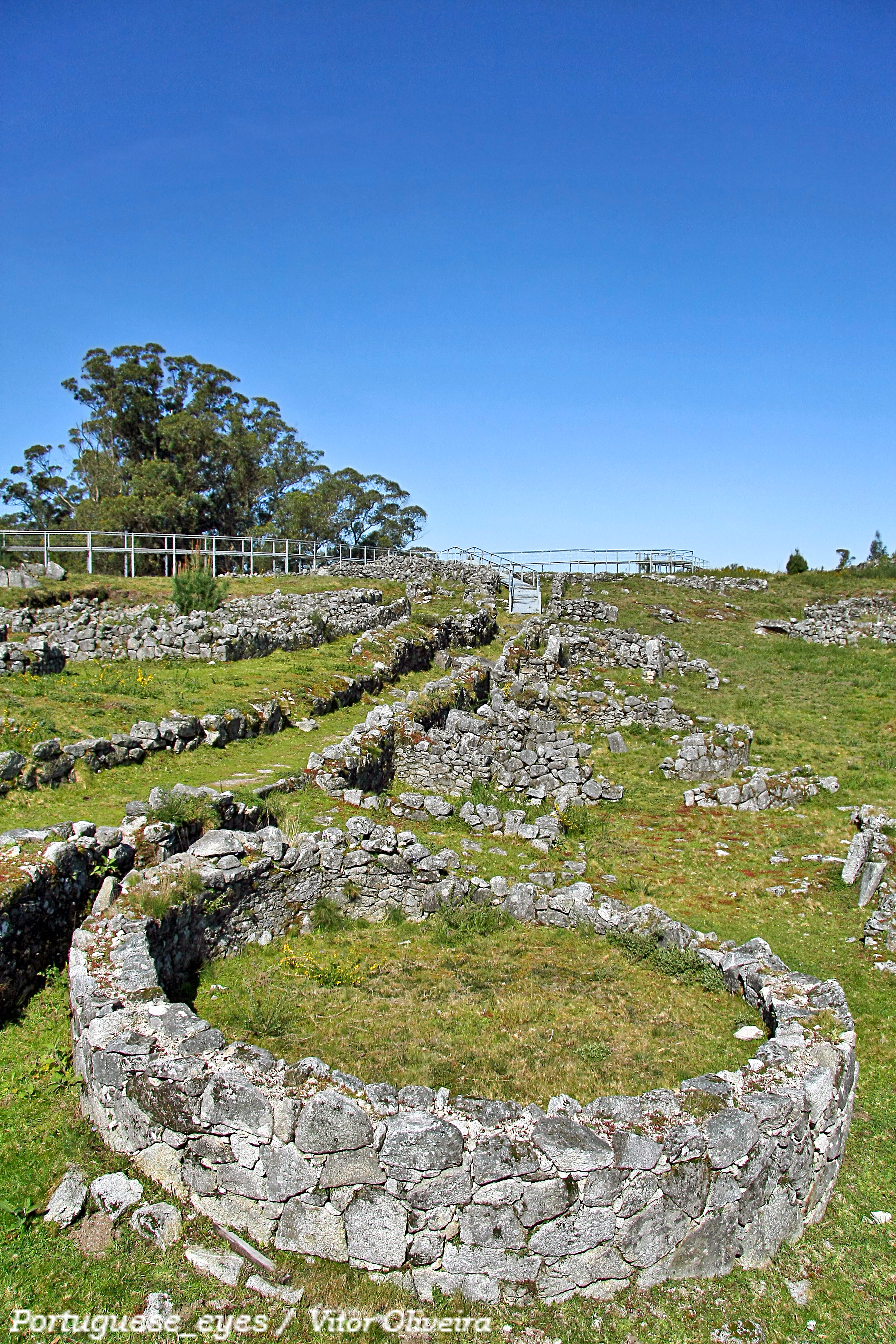